# 姚欣辛
姚欣辛（2003年10月20日—），中国女子网球运动员。
截至2024年10月，姚欣辛在ITF女子世界网球巡回赛有1个单打和6个双打冠军，大部分冠军都在ITF突尼斯莫纳斯提尔站获得的。2024年9月她收获了中国网球公开赛单打正赛外卡，这是她首次亮相WTA巡回赛正赛及WTA1000赛事，但在首轮输给克里斯蒂娜·布克沙。